# フットプリント (人工衛星)

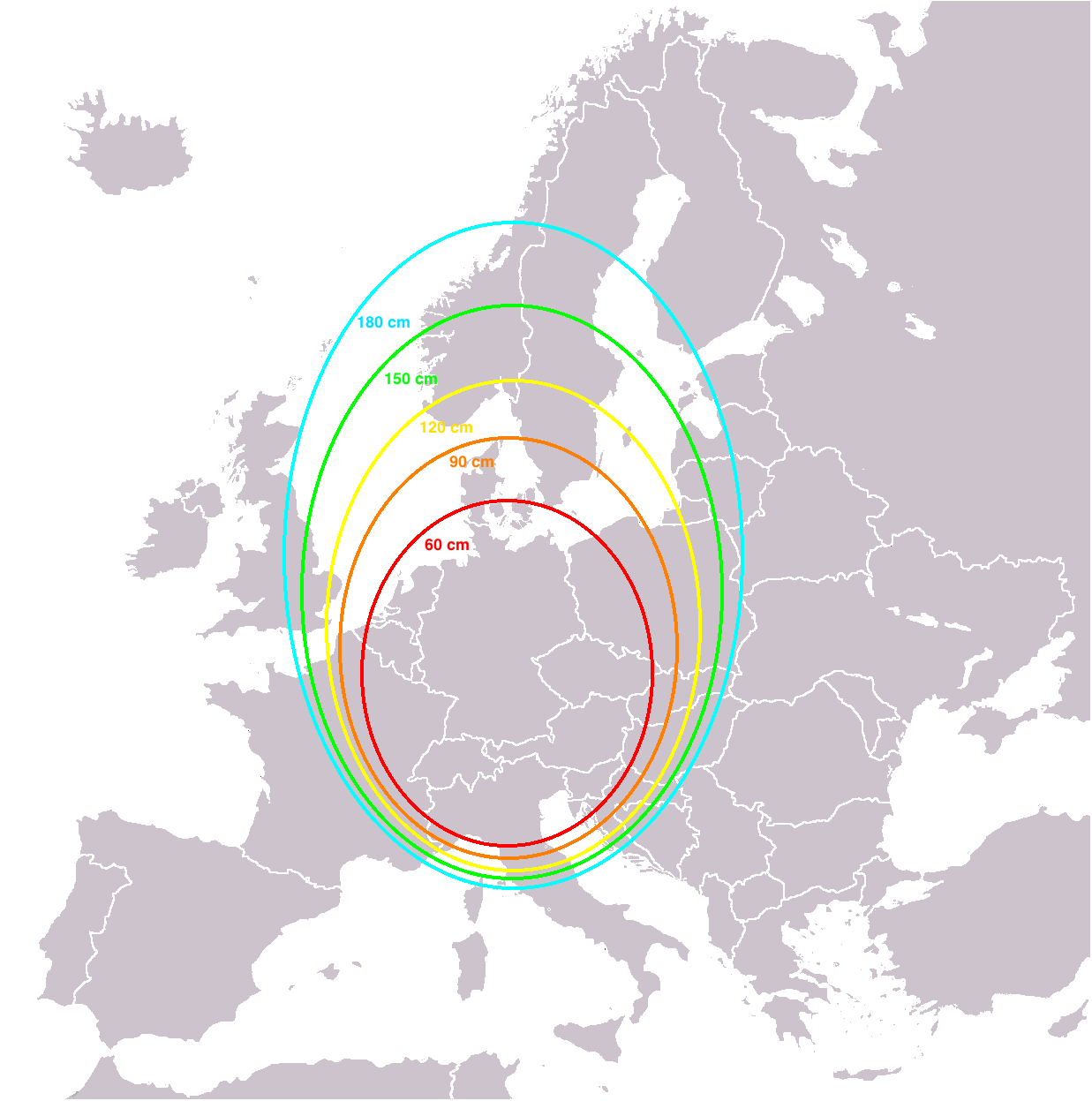
受信に必要なアンテナの径が最も内側の楕円では60cm、最も外側の楕円では180cm

フットプリント（footprint）とは人工衛星（放送衛星）からの電波を直接受信、送信、送受信することが可能な区域のこと。この場合はサービスエリアとも呼ばれる。
また右図のように、衛星からの信号の強度による等値線図のことをフットプリントと呼ぶこともある。このような図には通常、受信用のパラボラアンテナに要求される最小径の値、もしくは地上での信号の強度が等値線に書かれている。
またこれらとは全く別に、宇宙船など（の破片）の着地（もしくは着水）予定区域のことを指す場合もある（スペースクラフト・セメタリーも参照）。